# Мартин, Родни
Родни Мартин (англ. Rodney Martin; род. 22 декабря 1982, Лас-Вегас, Невада) — американский легкоатлет, специалист по бегу на короткие дистанции. Выступал за сборную США по лёгкой атлетике в 2000-х годах, чемпион мира, многократный победитель и призёр первенств национального значения, участник летних Олимпийских игр в Пекине.

## Биография
Родни Мартин родился 22 декабря 1982 года в Лас-Вегасе, штат Невада.
Во время учёбы в местной старшей школе Western High School играл в футбол и занимался спринтерским бегом на дорожке. Продолжил спортивную карьеру в Южно-Каролинском университете, успешно выступал за университетскую легкоатлетическую команду Carolina Gamecocks на различных студенческих соревнованиях, трижды получал статус всеамериканского спортсмена.
С 2006 года входил в основной состав американской национальной сборной, принимал участие в крупных международных стартах в Европе.
В 2007 году выступил на чемпионате мира в Осаке — в финале бега на 200 метров финишировал четвёртым, уступив лишь одну сотую секунды своему соотечественнику Уолласу Спирмону, ставшему бронзовым призёром, тогда как в эстафете 4 × 100 метров вместе с партнёрами по команде Дарвисом Пэттоном, Уолласом Спирмоном, Тайсоном Гэем и Лероем Диксоном завоевал золото (бежал только на предварительном квалификационном этапе). Также в этом сезоне в дисциплине 200 метров выиграл бронзовую медаль на Всемирном легкоатлетическом финале в Штутгарте.
В 2008 году на соревнованиях в Юджине установил свои личные рекорды на дистанциях 100 и 200 метров — 9,95 и 19,99 соответственно. Благодаря череде успешных выступлений удостоился права защищать честь страны на летних Олимпийских играх в Пекине — стартовал на первом этапе предварительного забега эстафеты 4 × 100 метров, американцы допустили ошибку при передаче эстафетной палочки и в финал не вышли.
Завершив спортивную карьеру в 2012 году, Мартин пробовал себя в музыке, основав собственную группу King Martin Music Group. По состоянию на 2014 год служил в Военно-морских силах США.
В 2016 году предпринял попытку вернуться в большой спорт, выступил на нескольких крупных стартах национального уровня.